# Llista d'espècies d'amauròbids (A-D)
Llista d'espècies d'amauròbids, per ordre alfabètic, de la lletra A a la D, descrites fins al 28 novembre de 2006.
- Per a més informació, vegeu la Llista d'espècies d'amauròbids
- Per conèixer la resta d'espècies vegeu la Llista d'espècies d'amauròbids (D-Z).

| Directori A B C D |

## A

### Altellopsis
Altellopsis Simon, 1905
- Altellopsis helveola Simon, 1905 (Argentina)

### Amaurobius
Amaurobius C. L. Koch, 1837
- Amaurobius agastus (Chamberlin, 1947) (EUA)
- Amaurobius andhracus Patel & Reddy, 1990 (Índia)
- Amaurobius annulatus (Kulczyn'ski, 1906) (Balcans)
- Amaurobius antipovae Marusik & Kovblyuk, 2004 (Geòrgia)
- Amaurobius asuncionis Mello-Leitão, 1946 (Paraguai)
- Amaurobius ausobskyi Thaler & Knoflach, 1998 (Grècia)
- Amaurobius barbaricus Leech, 1972 (EUA)
- Amaurobius barbarus Simon, 1910 (Algèria)
- Amaurobius borealis Emerton, 1909 (EUA, Canadà)
- Amaurobius candia Thaler & Knoflach, 2002 (Creta)
- Amaurobius cerberus Fage, 1931 (Espanya)
- Amaurobius corruptus Leech, 1972 (EUA)
- Amaurobius crassipalpis Canestrini & Pavesi, 1870 (Alemanya, Suïssa, Itàlia)
- Amaurobius cretaensis Wunderlich, 1995 (Creta)
- Amaurobius deelemanae Thaler & Knoflach, 1995 (Grècia, Creta)
- Amaurobius diablo Leech, 1972 (EUA)
- Amaurobius distortus Leech, 1972 (EUA)
- Amaurobius dorotheae (Chamberlin, 1947) (EUA)
- Amaurobius drenskii Kratochvíl, 1934 (Bòsnia-Hercegovina)
- Amaurobius erberi (Keyserling, 1863) (Europa, Illes Canàries)
- Amaurobius fenestralis (Ström, 1768) (Europa fins a l'Àsia central)
- Amaurobius ferox (Walckenaer, 1830) (Holàrtic)
- Amaurobius festae Caporiacco, 1934 (Líbia)
- Amaurobius galeritus Leech, 1972 (EUA)
- Amaurobius geminus Thaler & Knoflach, 2002 (Creta)
- Amaurobius hagiellus (Chamberlin, 1947) (EUA)
- Amaurobius heathi (Chamberlin, 1947) (EUA)
- Amaurobius hercegovinensis Kulczyn'ski, 1915 (Bòsnia-Hercegovina)
- Amaurobius indicus Bastawade, 2002 (Índia)
- Amaurobius intermedius Leech, 1972 (EUA)
- Amaurobius jugorum L. Koch, 1868 (Europa)
- Amaurobius kratochvili Miller, 1938 (Croàcia)
- Amaurobius latebrosus Simon, 1874 (Còrsega)
- Amaurobius latescens (Chamberlin, 1919) (EUA)
- Amaurobius leechi Brignoli, 1983 (EUA)
- Amaurobius longipes Thaler & Knoflach, 1995 (Grècia)
- Amaurobius mathetes (Chamberlin, 1947) (EUA)
- Amaurobius mephisto (Chamberlin, 1947) (EUA)
- Amaurobius milloti Hubert, 1973 (Nepal)
- Amaurobius minor Kulczyn'ski, 1915 (Europa Oriental)
- Amaurobius minutus Leech, 1972 (EUA)
- Amaurobius nathabhaii Patel & Patel, 1975 (Índia)
- Amaurobius obustus L. Koch, 1868 (Europa)
- Amaurobius occidentalis Simon, 1892 (Portugal, Espanya, França)
- Amaurobius ossa Thaler & Knoflach, 1993 (Grècia)
- Amaurobius pallidus L. Koch, 1868 (SouthEuropa Oriental fins a Geòrgia)
- Amaurobius palomar Leech, 1972 (EUA)
- Amaurobius paon Thaler & Knoflach, 1993 (Grècia)
- Amaurobius pavesii Pesarini, 1991 (Itàlia)
- Amaurobius pelops Thaler & Knoflach, 1991 (Grècia)
- Amaurobius phaeacus Thaler & Knoflach, 1998 (Grècia)
- Amaurobius prosopidus Leech, 1972 (EUA)
- Amaurobius ruffoi Thaler, 1990 (Itàlia)
- Amaurobius sciakyi Pesarini, 1991 (Itàlia)
- Amaurobius scopolii Thorell, 1871 (Europa Meridional)
- Amaurobius similis (Blackwall, 1861) (Holàrtic)
- Amaurobius spominimus Taczanowski, 1866 (Poland)
- Amaurobius strandi Charitonov, 1937 (Grècia, Bulgària, Ucraïna)
- Amaurobius tamalpais Leech, 1972 (EUA)
- Amaurobius thoracicus Mello-Leitão, 1945 (Argentina)
- Amaurobius transversus Leech, 1972 (EUA)
- Amaurobius triangularis Leech, 1972 (EUA)
- Amaurobius tristis L. Koch, 1875 (Etiòpia)
- Amaurobius tulare Leech, 1972 (EUA)
- Amaurobius vachoni Hubert, 1965 (Espanya)
- Amaurobius vexans Leech, 1972 (EUA)
- Amaurobius yanoianus Nakatsudi, 1943 (Micronèsia)

### Ambanus
Ambanus Ovtchinnikov, 1999
- Ambanus amurensis Ovtchinnikov, 1999 (Rússia)
- Ambanus bifidus (Paik, 1976) (Corea)
- Ambanus circinalis (Gao i cols., 1993) (Xina)
- Ambanus dimidiatus (Paik, 1974) (Corea)
- Ambanus euini (Paik, 1976) (Corea)
- Ambanus grandivulvus (Yaginuma, 1969) (Japó)
- Ambanus kayasanensis (Paik, 1972) (Corea)
- Ambanus kimi (Paik, 1974) (Corea)
- Ambanus lunatus (Paik, 1976) (Corea)
- Ambanus mandzhuricus Ovtchinnikov, 1999 (Rússia)
- Ambanus meniscatus (Zhu & Wang, 1991) (Xina)
- Ambanus napolovi Ovtchinnikov, 1999 (Rússia)
- Ambanus ovatus (Paik, 1976) (Corea)
- Ambanus paiki Ovtchinnikov, 1999 (Rússia)
- Ambanus paikwunensis (Kim & Jung, 1993) (Corea)
- Ambanus pseudonariceus Zhang i cols., 2007 (Xina)
- Ambanus quadrativulvus (Paik, 1974) (Corea)
- Ambanus rostratus (Song i cols., 1993) (Xina)
- Ambanus terdecimus (Paik, 1978) (Corea)
- Ambanus triangulatus Zhang i cols., 2007 (Xina)
- Ambanus trisaccatus Zhang i cols., 2007 (Xina)

### Anisacate
Anisacate Mello-Leitão, 1941
- Anisacate fragile Mello-Leitão, 1941 (Argentina)
- Anisacate fuegianum (Simon, 1884) (Xile, Argentina)
  - Anisacate fuegianum bransfieldi (Usher, 1983) (Illes Falkland)
- Anisacate tigrinum (Mello-Leitão, 1941) (Argentina)

### Arctobius
Arctobius Lehtinen, 1967
- Arctobius agelenoides (Emerton, 1919) (Holàrtic)

### Àsiacoelotes
Àsiacoelotes Wang, 2002
- Àsiacoelotes acco (Nishikawa, 1987) (Japó)
- Àsiacoelotes dicranatus (Wang i cols., 1990) (Xina)
- Àsiacoelotes ensifer (Wang & Ono, 1998) (Taiwan)
- Àsiacoelotes illustratus (Wang i cols., 1990) (Xina)
- Àsiacoelotes insidiosus (L. Koch, 1878) (Corea, Japó)
- Àsiacoelotes interunus (Nishikawa, 1977) (Corea, Japó)
- Àsiacoelotes longus (Wang, Tso & Wu, 2001) (Taiwan)
- Àsiacoelotes montivagus (Wang & Ono, 1998) (Taiwan)
- Àsiacoelotes pengi (Ovtchinnikov, 1999) (Xina)
- Àsiacoelotes songminjae (Paik & Yaginuma, 1969) (Rússia, Xina, Corea)
- Àsiacoelotes sparus Dankittipakul, Chami-Kranon & Wang, 2005 (Tailàndia)
- Àsiacoelotes tengchihensis (Wang & Ono, 1998) (Taiwan)
- Àsiacoelotes xinhuiensis (Chen, 1984) (Xina, Taiwan)
- Àsiacoelotes yaeyamensis (Shimojana, 1982) (Japó)
- Àsiacoelotes yushanensis (Wang & Ono, 1998) (Taiwan)

### Auhunga
Auhunga Forster & Wilton, 1973
- Auhunga pectinata Forster & Wilton, 1973 (Nova Zelanda)

### Auximella
Auximella Strand, 1908
- Auximella harpagula (Simon, 1906) (Ecuador)
- Auximella minensis (Mello-Leitão, 1926) (Brasil)
- Auximella producta (Chamberlin, 1916) (Perú)
- Auximella spinosa (Mello-Leitão, 1926) (Brasil)
- Auximella subdifficilis (Mello-Leitão, 1920) (Brasil)
- Auximella typica Strand, 1908 (Perú)

## B

### Bakala
Bakala Davies, 1990
- Bakala episinoides Davies, 1990 (Queensland)

### Bifidocoelotes
Bifidocoelotes Wang, 2002
- Bifidocoelotes bifidus (Wang, Tso & Wu, 2001) (Taiwan)
- Bifidocoelotes primus (Fox, 1937) (Hong Kong)

## C

### Callevopsis
Callevopsis Tullgren, 1902
- Callevopsis striata Tullgren, 1902 (Xile, Argentina)

### Callobius
Callobius Chamberlin, 1947
- Callobius angelus (Chamberlin & Ivie, 1947) (EUA)
- Callobius arizonicus (Chamberlin & Ivie, 1947) (EUA, Mèxic)
- Callobius bennetti (Blackwall, 1846) (EUA, Canadà)
- Callobius Canadà (Chamberlin & Ivie, 1947) (EUA, Canadà)
- Callobius claustrarius (Hahn, 1833) (Paleàrtic)
  - Callobius claustrarius balcanicus (Drensky, 1940) (Bulgària)
- Callobius deces (Chamberlin & Ivie, 1947) (EUA)
- Callobius enus (Chamberlin & Ivie, 1947) (EUA, Canadà)
- Callobius gertschi Leech, 1972 (EUA)
- Callobius guachama Leech, 1972 (EUA)
- Callobius hokkaido Leech, 1971 (Japó)
- Callobius hyonasus Leech, 1972 (EUA)
- Callobius kamelus (Chamberlin & Ivie, 1947) (EUA)
- Callobius klamath Leech, 1972 (EUA)
- Callobius Coreanus (Paik, 1966) (Corea)
- Callobius manzanita Leech, 1972 (EUA)
- Callobius nevadensis (Simon, 1884) (EUA)
- Callobius nomeus (Chamberlin, 1919) (EUA, Canadà)
- Callobius olympus (Chamberlin & Ivie, 1947) (EUA)
- Callobius panther Leech, 1972 (EUA)
- Callobius paskenta Leech, 1972 (EUA)
- Callobius pauculus Leech, 1972 (EUA)
- Callobius paynei Leech, 1972 (EUA)
- Callobius pictus (Simon, 1884) (EUA, Canadà, Alaska)
- Callobius rothi Leech, 1972 (EUA)
- Callobius severus (Simon, 1884) (EUA, Canadà)
- Callobius sierra Leech, 1972 (EUA)
- Callobius tamarus (Chamberlin & Ivie, 1947) (EUA)
- Callobius tehama Leech, 1972 (EUA)

### Cavernocymbium
Cavernocymbium Ubick, 2005
- Cavernocymbium prentoglei Ubick, 2005 (EUA)
- Cavernocymbium vetteri Ubick, 2005 (EUA)

### Chresiona
Chresiona Simon, 1903
- Chresiona convexa Simon, 1903 (Sud-àfrica)
- Chresiona invalida (Simon, 1898) (Sud-àfrica)
- Chresiona nigrosignata Simon, 1903 (Sud-àfrica)

### Ciniflella
Ciniflella Mello-Leitão, 1921
- Ciniflella lutea Mello-Leitão, 1921 (Brasil)

### Coelotes
Coelotes Blackwall, 1841
- Coelotes aguniensis Shimojana, 2000 (Illes Ryukyu)
- Coelotes akakinaensis Shimojana, 2000 (Illes Ryukyu)
- Coelotes alpinus Polenec, 1972 (Itàlia, Àustria, Eslovènia)
- Coelotes amamiensis Shimojana, 1989 (Illes Ryukyu)
- Coelotes amplilamnis Saito, 1936 (Xina)
- Coelotes antri (Komatsu, 1961) (Japó)
- Coelotes arganoi Brignoli, 1978 (Turquia)
- Coelotes atropos (Walckenaer, 1830) (Europa)
  - Coelotes atropos anomalus Hull, 1955 (Great Bretanya)
  - Coelotes atropos silvestris Hull, 1955 (Great Bretanya)
- Coelotes bicultratus Chen, Zhao & Wang, 1991 (Xina)
- Coelotes brachiatus Wang i cols., 1990 (Xina)
- Coelotes brevis Xu & Li, 2007 (Xina)
- Coelotes capacilimbus Xu & Li, 2006 (Xina)
- Coelotes caudatus de Blauwe, 1973 (Lebanon)
- Coelotes cavernalis Huang, Peng & Li, 2002 (Xina)
- Coelotes cavicola (Komatsu, 1961) (Japó)
- Coelotes charitonovi Spassky, 1939 (Àsia central)
- Coelotes chenzhou Zhang & Yin, 2001 (Xina)
- Coelotes coenobita Brignoli, 1978 (Turquia)
- Coelotes colosseus Xu & Li, 2007 (Xina)
- Coelotes conversus Xu & Li, 2006 (Xina)
- Coelotes curvilamnis Ovtchinnikov, 2001 (Àsia central)
  - Coelotes curvilamnis alatauensis Ovtchinnikov, 2001 (Àsia central)
  - Coelotes curvilamnis boomensis Ovtchinnikov, 2001 (Àsia central)
- Coelotes cylistus Peng & Wang, 1997 (Xina)
- Coelotes decolor Nishikawa, 1973 (Japó)
- Coelotes eharai Arita, 1976 (Japó)
- Coelotes exitialis L. Koch, 1878 (Corea, Japó)
- Coelotes filamentaceus Tang, Yin & Zhang, 2002 (Xina)
- Coelotes galeiformis Wang i cols., 1990 (Xina)
- Coelotes guangxian Zhang i cols., 2003 (Xina)
- Coelotes guizhouensis Peng, Li & Huang, 2002 (Xina)
- Coelotes guttatus Wang i cols., 1990 (Xina)
- Coelotes hamamurai Yaginuma, 1967 (Japó)
- Coelotes hengshanensis Tang & Yin, 2003 (Xina)
- Coelotes hexommatus (Komatsu, 1957) (Japó)
- Coelotes hiratsukai Arita, 1976 (Japó)
- Coelotes iheyaensis Shimojana, 2000 (Illes Ryukyu)
- Coelotes icohamatus Zhu & Wang, 1991 (Xina)
- Coelotes inabaensis Arita, 1974 (Japó)
- Coelotes indistinctus Xu & Li, 2006 (Xina)
- Coelotes insulanus Shimojana, 2000 (Illes Ryukyu)
- Coelotes introhamatus Xu & Li, 2006 (Xina)
- Coelotes italicus Kritscher, 1956 (Itàlia)
- Coelotes izenaensis Shimojana, 2000 (Illes Ryukyu)
- Coelotes jucundus Chen & Zhao, 1997 (Xina)
- Coelotes juglandicola Ovtchinnikov, 1984 (Kirguizstan)
- Coelotes kakeromaensis Shimojana, 2000 (Illes Ryukyu)
- Coelotes keramaensis Shimojana, 2000 (Illes Ryukyu)
- Coelotes kintaroi Nishikawa, 1983 (Japó)
- Coelotes kirgisicus Ovtchinnikov, 2001 (Àsia central)
- Coelotes kitazawai Yaginuma, 1972 (Japó)
- Coelotes kumejimanus Shimojana, 2000 (Illes Ryukyu)
- Coelotes kumensis Shimojana, 1989 (Illes Ryukyu)
- Coelotes liansui Bao & Yin, 2004 (Xina)
- Coelotes luculli Brignoli, 1978 (Turquia)
- Coelotes maculatus Zhang, Peng & Kim, 1997 (Xina)
- Coelotes magnidentatus Schenkel, 1963 (Xina)
- Coelotes mastrucatus Wang i cols., 1990 (Xina)
- Coelotes mediocris Kulczyn'ski, 1887 (Suïssa, Itàlia, Ucraïna)
- Coelotes micado Strand, 1907 (Japó)
- Coelotes microps Schenkel, 1963 (Xina)
- Coelotes miyakoensis Shimojana, 2000 (Illes Ryukyu)
- Coelotes modestus Simon, 1880 (Xina, Japó)
- Coelotes motobuensis Shimojana, 2000 (Illes Ryukyu)
- Coelotes mEUAshiensis Nishikawa, 1989 (Japó)
- Coelotes nariceus Zhu & Wang, 1994 (Xina)
- Coelotes nasensis Shimojana, 2000 (Illes Ryukyu)
- Coelotes neglectum Hu, 2001 (Xina)
- Coelotes nenilini Ovtchinnikov, 1999 (Àsia central)
- Coelotes ningmingensis Peng i cols., 1998 (Xina)
- Coelotes nitidus Li & Zhang, 2002 (Xina)
- Coelotes noctulus Wang i cols., 1990 (Xina)
- Coelotes obako Nishikawa, 1983 (Japó)
- Coelotes obesus Simon, 1875 (França)
- Coelotes okinawensis Shimojana, 1989 (Illes Ryukyu)
- Coelotes osellai de Blauwe, 1973 (Itàlia)
- Coelotes oshimaensis Shimojana, 2000 (Illes Ryukyu)
- Coelotes pabulator Simon, 1875 (França, Suïssa)
- Coelotes palinitropus Zhu & Wang, 1994 (Xina)
- Coelotes pastor Simon, 1875 (França)
  - Coelotes pastor carpathensis Ovtchinnikov, 1999 (Ucraïna)
  - Coelotes pastor cooremani de Blauwe, 1975 (Itàlia)
  - Coelotes pastor pickardi O. P.-Cambridge, 1873 (Suïssa)
  - Coelotes pastor tirolensis (Kulczyn'ski, 1906) (Suïssa, Itàlia, Ucraïna)
- Coelotes pastoralis Ovtchinnikov, 2001 (Àsia central)
- Coelotes personatus Nishikawa, 1973 (Japó)
- Coelotes plancyi Simon, 1880 (Xina)
- Coelotes poleneci Wiehle, 1964 (Àustria, Eslovènia)
- Coelotes poweri Simon, 1875 (França)
- Coelotes processus Xu & Li, 2007 (Xina)
- Coelotes progressoridentes Ovtchinnikov, 2001 (Àsia central)
- Coelotes prolixus Wang i cols., 1990 (Xina)
- Coelotes pseudoterrestris Schenkel, 1963 (Xina)
- Coelotes rhododendri Brignoli, 1978 (Turquia)
- Coelotes robustus Wang i cols., 1990 (Xina)
- Coelotes rudolfi (Schenkel, 1925) (Suïssa)
- Coelotes saccatus Peng & Yin, 1998 (Xina)
- Coelotes samaksanensis Namkung, 2002 (Corea)
- Coelotes satoi Nishikawa, 2003 (Japó)
- Coelotes septus Wang i cols., 1990 (Xina)
- Coelotes shimajiriensis Shimojana, 2000 (Illes Ryukyu)
- Coelotes simoni Strand, 1907 (França)
- Coelotes simplex O. P.-Cambridge, 1885 (Yarkand)
- Coelotes solitarius L. Koch, 1868 (Europa)
- Coelotes sordidus Ovtchinnikov, 2001 (Àsia central)
- Coelotes striatilamnis Ovtchinnikov, 2001 (Àsia central)
  - Coelotes striatilamnis ketmenensis Ovtchinnikov, 2001 (Àsia central)
- Coelotes stylifer Caporiacco, 1935 (Kashmir)
- Coelotes suthepicus Dankittipakul, Chami-Kranon & Wang, 2005 (Tailàndia)
- Coelotes taoyuandong Bao & Yin, 2004 (Xina)
- Coelotes tarumii Arita, 1976 (Japó)
- Coelotes tegenarioides O. P.-Cambridge, 1885 (Yarkand)
- Coelotes terrestris (Wider, 1834) (Paleàrtic)
- Coelotes Tailàndiaensis Dankittipakul & Wang, 2003 (Tailàndia)
- Coelotes tiantongensis Zhang, Peng & Kim, 1997 (Xina)
- Coelotes titaniacus Brignoli, 1977 (Grècia)
- Coelotes tokaraensis Shimojana, 2000 (Illes Ryukyu)
- Coelotes tokunoshimaensis Shimojana, 2000 (Illes Ryukyu)
- Coelotes tonakiensis Shimojana, 2000 (Illes Ryukyu)
- Coelotes transiliensis Ovtchinnikov, 2001 (Àsia central)
- Coelotes trigloXinatus Zhu & Wang, 1991 (Xina)
- Coelotes troglocaecus Shimojana & Nishihira, 2000 (Okinawa)
- Coelotes tumidivulvus Nishikawa, 1980 (Japó)
- Coelotes turkestanicus Ovtchinnikov, 1999 (Àsia central)
- Coelotes uenoi Yamaguchi & Yaginuma, 1971 (Japó)
- Coelotes undulatus Hu & Wang, 1990 (Xina)
- Coelotes unicatus Yaginuma, 1977 (Japó)
- Coelotes uozumii Nishikawa, 2002 (Japó)
- Coelotes vallei Brignoli, 1977 (Itàlia)
- Coelotes vignai Brignoli, 1978 (Turquia)
- Coelotes wangi Chen & Zhao, 1997 (Xina)
- Coelotes wugeshanensis Zhang, Yin & Kim, 2000 (Xina)
- Coelotes xinjiangensis Hu, 1992 (Xina)
- Coelotes xizangensis Hu, 1992 (Xina)
- Coelotes yaginumai Nishikawa, 1972 (Japó)
- Coelotes yambaruensis Shimojana, 2000 (Illes Ryukyu)
- Coelotes yanlingensis Zhang, Yin & Kim, 2000 (Xina)
- Coelotes yodoensis Nishikawa, 1977 (Japó)
- Coelotes yunnanensis Schenkel, 1963 (Xina)

### Coras
Coras Simon, 1898
- Coras aerialis Muma, 1946 (EUA)
- Coras alabama Muma, 1946 (EUA)
- Coras angularis Muma, 1944 (EUA)
- Coras cavernorum Barrows, 1940 (EUA)
- Coras crescentis Muma, 1944 (EUA)
- Coras furcatus Muma, 1946 (EUA)
- Coras globasus Wang, Peng & Kim, 1996 (Xina)
- Coras juvenilis (Keyserling, 1881) (EUA)
- Coras kisatchie Muma, 1946 (EUA)
- Coras lamellosus (Keyserling, 1887) (EUA)
- Coras medicinalis (Hentz, 1821) (EUA, Canadà)
- Coras montanus (Emerton, 1890) (EUA, Canadà)
- Coras parallelis Muma, 1944 (EUA)
- Coras perplexus Muma, 1946 (EUA)
- Coras rugosus Wang, Peng & Kim, 1996 (Xina)
- Coras taugynus Chamberlin, 1925 (EUA)
- Coras tennesseensis Muma, 1946 (EUA)

### Coronilla
Coronilla Wang, 1994
- Coronilla gemata Wang, 1994 (Xina, Vietnam)
- Coronilla jianhuii Tang & Yin, 2002 (Xina)
- Coronilla lanna Dankittipakul, Sonthichai & Wang, 2006 (Tailàndia)
- Coronilla libo Wang, 2003 (Xina)
- Coronilla mangshan Zhang & Yin, 2001 (Xina)
- Coronilla pseudogemata Xu & Li, 2007 (Xina)
- Coronilla sigillata Wang, 1994 (Xina)
- Coronilla subsigillata Wang, 2003 (Xina)

### Cybaeopsis
Cybaeopsis Strand, 1907
- Cybaeopsis armipotens (Bishop & Crosby, 1926) (EUA)
- Cybaeopsis euopla (Bishop & Crosby, 1935) (EUA, Canadà)
- Cybaeopsis hoplites (Bishop & Crosby, 1926) (EUA)
- Cybaeopsis hoplomacha (Bishop & Crosby, 1926) (EUA)
- Cybaeopsis macaria (Chamberlin, 1947) (EUA)
- Cybaeopsis pantopla (Bishop & Crosby, 1935) (EUA)
- Cybaeopsis spenceri (Leech, 1972) (EUA)
- Cybaeopsis tibialis (Emerton, 1888) (EUA, Canadà)
- Cybaeopsis typica Strand, 1907 (Rússia, Japó)
- Cybaeopsis wabritaska (Leech, 1972) (EUA, Canadà, Alaska)

## D

### Dardurus
Dardurus Davies, 1976
- Dardurus agrestis Davies, 1976 (Queensland)
- Dardurus nemoralis Davies, 1976 (Queensland)
- Dardurus saltuosus Davies, 1976 (Nova Gal·les del Sud)
- Dardurus silvaticus Davies, 1976 (Queensland)
- Dardurus spinipes Davies, 1976 (Queensland)
- Dardurus tamborinensis Davies, 1976 (Queensland)

### Draconarius
Draconarius Ovtchinnikov, 1999
- Draconarius abbreviatus Dankittipakul & Wang, 2003 (Tailàndia)
- Draconarius absentis Wang, 2003 (Xina)
- Draconarius acidentatus (Peng & Yin, 1998) (Xina)
- Draconarius adligansus (Peng & Yin, 1998) (Xina)
- Draconarius agrestis Wang, 2003 (Xina)
- Draconarius altissimus (Hu, 2001) (Xina)
- Draconarius amygdaliformis (Zhu & Wang, 1991) (Xina)
- Draconarius anthonyi Dankittipakul & Wang, 2003 (Tailàndia)
- Draconarius arcuatus (Chen, 1984) (Xina)
- Draconarius argenteus (Wang i cols., 1990) (Xina)
- Draconarius aspinatus (Wang i cols., 1990) (Xina)
- Draconarius australis Dankittipakul, Sonthichai & Wang, 2006 (Tailàndia)
- Draconarius baronii (Brignoli, 1978) (Bhutan)
- Draconarius baxiantaiensis Wang, 2003 (Xina)
- Draconarius bituberculatus (Wang i cols., 1990) (Xina)
- Draconarius brunneus (Hu & Li, 1987) (Xina)
- Draconarius calcariformis (Wang, 1994) (Xina)
- Draconarius capitulatus Wang, 2003 (Xina)
- Draconarius carinatus (Wang i cols., 1990) (Xina)
- Draconarius chaiqiaoensis (Zhang, Peng & Kim, 1997) (Xina)
- Draconarius cheni (Platnick, 1989) (Xina)
- Draconarius colubrinus Zhang, Zhu & Song, 2002 (Xina)
- Draconarius coreanus (Paik & Yaginuma, 1969) (Corea)
- Draconarius curiosus Wang, 2003 (Xina)
- Draconarius davidi (Schenkel, 1963) (Xina)
- Draconarius denisi (Schenkel, 1963) (Xina)
- Draconarius digitusiformis (Wang i cols., 1990) (Xina)
- Draconarius disgregus Wang, 2003 (Xina)
- Draconarius dissitus Wang, 2003 (Xina)
- Draconarius dubius Wang, 2003 (Xina)
- Draconarius elatus Dankittipakul & Wang, 2004 (Tailàndia)
- Draconarius episomos Wang, 2003 (Xina)
- Draconarius everesti (Hu, 2001) (Xina)
- Draconarius exilis Zhang, Zhu & Wang, 2005 (Xina)
- Draconarius funiushanensis (Hu, Wang & Wang, 1991) (Xina)
- Draconarius griswoldi Wang, 2003 (Xina)
- Draconarius gurkha (Brignoli, 1976) (Nepal)
- Draconarius gyriniformis (Wang & Zhu, 1991) (Xina)
- Draconarius hangzhouensis (Chen, 1984) (Xina)
- Draconarius haopingensis Wang, 2003 (Xina)
- Draconarius himalayaensis (Hu, 2001) (Xina)
- Draconarius hui (Dankittipakul & Wang, 2003) (Xina)
- Draconarius huizhunesis (Wang & Xu, 1988) (Xina)
- Draconarius incertus Wang, 2003 (Xina)
- Draconarius infulatus (Wang i cols., 1990) (Xina)
- Draconarius inthanonensis Dankittipakul & Wang, 2003 (Tailàndia)
- Draconarius jiangyongensis (Peng, Gong & Kim, 1996) (Xina)
- Draconarius labiatus (Wang & Ono, 1998) (Taiwan)
- Draconarius lateralis Dankittipakul & Wang, 2004 (Tailàndia)
- Draconarius linxiaensis Wang, 2003 (Xina)
- Draconarius linzhiensis (Hu, 2001) (Xina)
- Draconarius lutulentus (Wang i cols., 1990) (Xina)
- Draconarius magniceps (Schenkel, 1936) (Xina)
- Draconarius molluscus (Wang i cols., 1990) (Xina)
- Draconarius monticola Dankittipakul, Sonthichai & Wang, 2006 (Tailàndia)
- Draconarius montis Dankittipakul, Sonthichai & Wang, 2006 (Tailàndia)
- Draconarius nanyuensis (Peng & Yin, 1998) (Xina)
- Draconarius naranensis Ovtchinnikov, 2005 (Pakistan)
- Draconarius neixiangensis (Hu, Wang & Wang, 1991) (Xina)
- Draconarius nudulus Wang, 2003 (Xina)
- Draconarius ornatus (Wang i cols., 1990) (Xina)
- Draconarius pakistanicus Ovtchinnikov, 2005 (Pakistan)
- Draconarius paralateralis Dankittipakul & Wang, 2004 (Tailàndia)
- Draconarius paraterebratus Wang, 2003 (Xina)
- Draconarius patellabifidus Wang, 2003 (Xina)
- Draconarius penicillatus (Wang i cols., 1990) (Xina)
- Draconarius pervicax (Hu & Li, 1987) (Xina)
- Draconarius phuhin Dankittipakul, Sonthichai & Wang, 2006 (Tailàndia)
- Draconarius picta (Hu, 2001) (Xina)
- Draconarius potanini (Schenkel, 1963) (Xina)
- Draconarius promontorius Dankittipakul, Sonthichai & Wang, 2006 (Tailàndia)
- Draconarius pseudobrunneus Wang, 2003 (Xina)
- Draconarius pseudocapitulatus Wang, 2003 (Xina)
- Draconarius pseudolateralis Dankittipakul & Wang, 2004 (Tailàndia)
- Draconarius pseudowuermlii Wang, 2003 (Xina)
- Draconarius qingzangensis (Hu, 2001) (Xina)
- Draconarius quadratus (Wang i cols., 1990) (Xina)
- Draconarius rotundus Wang, 2003 (Xina)
- Draconarius rufulus (Wang i cols., 1990) (Xina)
- Draconarius schenkeli (Brignoli, 1978) (Bhutan)
- Draconarius schwendingeri Dankittipakul, Sonthichai & Wang, 2006 (Tailàndia)
- Draconarius siamensis Dankittipakul & Wang, 2003 (Tailàndia)
- Draconarius silva Dankittipakul, Sonthichai & Wang, 2006 (Tailàndia)
- Draconarius silvicola Dankittipakul, Sonthichai & Wang, 2006 (Tailàndia)
- Draconarius simplicidens Wang, 2003 (Xina)
- Draconarius singulatus (Wang i cols., 1990) (Xina)
- Draconarius stemmleri (Brignoli, 1978) (Bhutan)
- Draconarius streptus (Zhu & Wang, 1994) (Xina)
- Draconarius striolatus (Wang i cols., 1990) (Xina)
- Draconarius strophadatus (Zhu & Wang, 1991) (Xina)
- Draconarius subtitanus (Hu, 1992) (Xina)
- Draconarius subulatus Dankittipakul & Wang, 2003 (Tailàndia)
- Draconarius syzygiatus (Zhu & Wang, 1994) (Xina)
- Draconarius tentus Dankittipakul, Sonthichai & Wang, 2006 (Tailàndia)
- Draconarius terebratus (Peng & Wang, 1997) (Xina)
- Draconarius tibetensis Wang, 2003 (Xina)
- Draconarius triatus (Zhu & Wang, 1994) (Xina)
- Draconarius trifasciatus (Wang & Zhu, 1991) (Xina)
- Draconarius tryblionatus (Wang & Zhu, 1991) (Xina)
- Draconarius uncinatus (Wang i cols., 1990) (Xina)
- Draconarius venustus Ovtchinnikov, 1999 (Tajikistan)
- Draconarius wenzhouensis (Chen, 1984) (Xina)
- Draconarius wudangensis (Chen & Zhao, 1997) (Xina)
- Draconarius wuermlii (Brignoli, 1978) (Bhutan)
- Draconarius yadongensis (Hu & Li, 1987) (Xina)
- Draconarius yichengensis Wang, 2003 (Xina)
- Draconarius yosiianus (Nishikawa, 1999) (Xina)